# Kite Aerial Photography

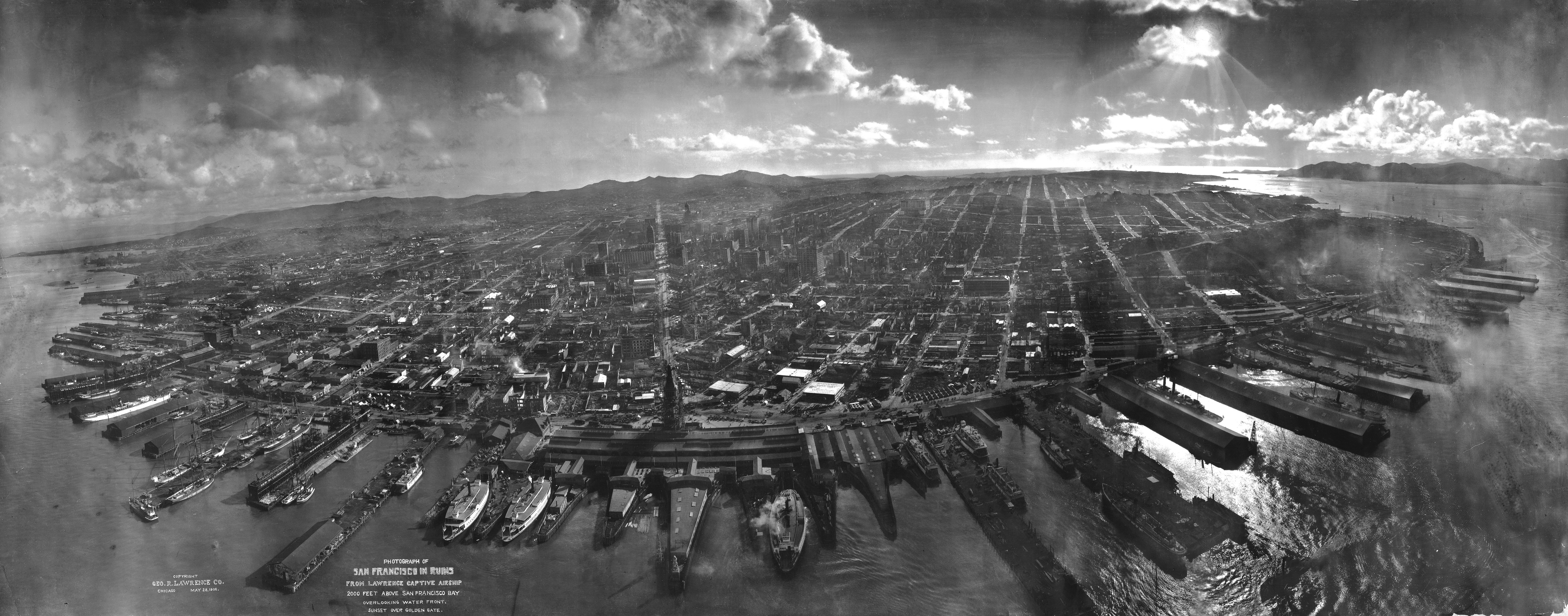
San Francisco em ruínas - exemplo de uma fotografia aéra Kite.

Kite Aerial Photography - KAP ou Fotografia Aérea com Papagaio/Pipa é um método de obtenção de fotos aéreas.
KAP é uma técnica de fotografia que usa um papagaio para elevar a máquina fotográfica a uma determinada altura. A máquina fotográfica normalmente fica presa a um suporte que é ligado à linha do papagaio ou mesmo ao papagaio.
Esta técnica é maioritariamente usada para fins recreativos e artísticos, sendo também usada para fins de cartografia. Neste caso, podem ser usadas duas câmaras simultaneamente e criar uma imagem estereoscópica de uma paisagem, podendo ser analisado o seu relevo.

## História
O registo mais antigo de uma fotografia aérea remonta aos finais de 1880, tirada por Arthur Batut sobre Labruguière (França).
Durante a Segunda Guerra Mundial, foi uma das técnicas usadas para espiar o terreno inimigo. Havia algumas equipas de fotógrafos que iam para as linhas de combate e que fotografavam as posições das frentes inimigas. Este tipo de espionagem requeria que os fotógrafos levassem consigo equipamento necessário para realizar a revelação.